# Manfred Mahr
Manfred Mahr (* 30. April 1955 in Hamburg) ist ein deutscher Politiker (parteilos) und ehemaliges Mitglied der Hamburgischen Bürgerschaft für die Grün-Alternativen Liste (GAL) sowie früherer Polizist.

## Leben
Mahr ist verheiratet und hat zwei erwachsene Kinder. 1974 verließ er die Sankt-Ansgar-Schule in Hamburg mit dem Abitur. 1975 trat er in die Hamburger Polizei ein. Als Polizeihauptkommissar war er bis April 2015 Mitarbeiter der Hamburger Verkehrsdirektion. Mitglied der Gewerkschaft der Polizei wurde er 1978. Mahr engagierte sich mehrere Jahre in der kirchlichen Jugend- und Erwachsenenarbeit. Seit 1983 ist er Mitglied der internationalen Friedensbewegung Pax Christi.

## Politik
1986 war er Mitbegründer und Sprecher der Bundesarbeitsgemeinschaft kritischer Polizistinnen und Polizisten (Hamburger Signal) e.V., für die er 1988 den Gustav-Heinemann-Bürgerpreis entgegennahm. Im Jahre 2000 trat er nach seinem gescheiterten Antrag auf Selbstauflösung der BAG aus der Arbeitsgemeinschaft kritischer Polizisten aus. Zu groß war über die Jahre der Unterschied zwischen seiner in der Hamburger Bürgerschaft vertretenen Inhalte und den Positionen der Bundesarbeitsgemeinschaft kritischer Polizistinnen und Polizisten geworden.
Mahr wurde 1993 als ein Vertreter von drei Nichtregierungsorganisation auf einen sicheren Listenplatz der Hamburger GAL zu den Bürgerschaftswahlen 1993 gesetzt, weil er Sprecher bei der BAG kritischer Polizistinnen und Polizisten gewesen ist. Er war daraufhin von 1993 bis 2003 Mitglied der Bürgerschaft der Bürgerschaft der Freien und Hansestadt Hamburg. Als Bürgerschaftsabgeordneter war er Mitglied des Innen-, des Rechts- und des Eingabenausschusses sowie Mitglied des Parlamentarischen Kontrollgremiums zur Sicherung der Unverletzlichkeit der Wohnung. 
Während seiner Mandatszeit setzte er sich im Wesentlichen für die Verbesserung der Haftbedingungen von Straf- und Untersuchungsgefangenen in Hamburger Gefängnissen durch Einzelfallbearbeitung sowie für die Stärkung der Rechte von Opfern im Strafverfahren und – wie auch bereits vor seinem Mandat – für eine engmaschige Kontrolle der Polizei ein. Er war auch maßgeblicher Befürworter und Mitinitiator des nicht unumstrittenen Gesetzes über die Polizeikommission.
Mahr war eigentlich parteilos, nahm sein Mandat jedoch für die Grün-Alternativen Liste (GAL) wahr. Im Mai 2003 legte er sein Mandat nieder, um sich – neben seinem Hauptberuf als Polizeibeamter – als Diakon zu betätigen.
Er verkraftete den von ihm selbst als Fehler eingeräumten Beschluss zur Durchführung der Brechmitteleinsätze gegen Dealer nicht. Bei deren Anwendung kam es in Hamburg und Bremen zu Todesfällen.

## Quelle und Einzelnachweise
1. ↑  Abgeordnetenhandbuch der Hamburgischen Bürgerschaft.
2. ↑  Die Welt vom 20. November 2002
3. ↑  Kriminologisches Journal 4. Beiheft 1992
4. ↑  Unbequem Hamburg, 1999 (Memento vom 27. September 2007 im Internet Archive)
5. ↑  Die Welt vom 2. Mai 2000
6. ↑  Die Welt vom 22. Oktober 1999
7. ↑  Die Welt vom 12. November 2001
8. ↑  Hamburger Abendblatt vom 8. April 2003
9. ↑  Hamburger Abendblatt vom 19. Mai 2003